# Sven-Åke Lindholm
Sven-Åke Lindholm, född 8 juni 1933 i Högalids församling i Stockholm, död 20 januari 2014 på Lidingö, var en svensk kompositör, sångtextförfattare och musiker (violin). Han var även verksam under pseudonymen Sven Åkesson.

## Filmmusik
- 1964 – Åsa-Nisse i popform
- 1963 – Åsa-Nisse och tjocka släkten

## Filmografi roller
- 1953 – Marianne - violinist